# Tigres volants contre pirates
Tigres volants contre pirates est la vingt-huitième histoire de la série Les Aventures de Buck Danny de Jean-Michel Charlier et Victor Hubinon. Elle est publiée pour la première fois dans le journal Spirou du no 1225 au no 1246, puis sous forme d'album en 1962. C'est le troisième et dernier volet des aventures au Vien-Tan commencé avec " Le retour des Tigres Volants " .

## Résumé
Le Vien-Tan, régi par le roi Nuoc-Raheng. Son neveu, le prince Prahabang, s’est révolté et a déchaîné une atroce guerre civile. Mais ce prince n’est qu’un fantoche manœuvré par des financiers internationaux sans scrupules qui espèrent faire ainsi mainmise sur les énormes ressources du pays en minerais stratégiques.
Les rebelles disposent d’une escadre de jets modernes dont les pilotes sont commandés par l’insaisissable espionne Lady X. Les États-Unis ne peuvent intervenir officiellement mais ont ressuscité l’escadrille des Tigres Volants pour aider le roi menacé. La lutte est impitoyable. Lors d’une mission, Sonny et le sergent Stirling sont portés disparus. Ayant eu connaissance qu’ils ont été faits prisonniers –ainsi que d’autres européens- une mission de sauvetage est décidée. Mais Lady X est avisée de cette action par un traître –Thi-Bâ- à la solde de Prahabang. L’homme parvient à mettre Danny en confiance pour un plan d’attaque qui se fera par avions, hélicoptères et troupes au sol. Le temps est court car les otages devront être fusillés sur la base où ils sont détenus. Mais dirigés par Lady X, les rebelles ont miné et piégé cette dernière…
Le traître sera-t-il démasqué ?… les otages seront-ils libérés ?… le vieux roi gagnera-t-il le combat contre la rébellion ?…

## Personnages
Outre les protagonistes habituels de la série (Buck Danny, Jerry Tumbler, Sonny Tuckson), et Slim Holden, désigné comme capitaine (planche P.21B, case C3) ;
- David "Dave" Stirling, déjà présent dans l'épisode précédent ; jeune pilote de l'aéronautique navale américaine (initialement officier de marine (enseigne de vaisseau) ; puis qualifié sous-officier (sergent (en)) ;
- sa jeune épouse (Lilian) et le père de Lilian, Louis Fuller, un civil exploitant une plantation à Phatet-Malang, au nord du Vien-Tân, dans un secteur contrôlé par les rebelles.

- Autorités locales
  - Roi du Vien-Tân : Nuoc-Raheng ;
  - le général Linh-Phu-Doc, précédemment commandant de la base des Tigres Volants (à Nuong-Loc) n'est plus mentionné au cours du récit ; a probablement été destitué et a préféré prendre la fuite à la toute fin (planche P.44B, case C2) ;

- Adversaires
  - Prince Prahabang, neveu du roi Nuoc-Raheng
  - Lady X, espionne internationale, renégate à sa patrie, mais redoutable pilote d'avion de combat.
  - Thi-Bâ : agent local vientanais, initialement au service de Dave Stirling, pour retrouver sa famille ; mais retourné contre lui après avoir été arrêté par les rebelles, puis renvoyé afin de monter un piège contre les Yankees.

apparaissent aussi :
- trois officiers des forces spéciales vientanaises.

## Avions
- L'épisode s'ouvre avec l'arrivée à la base des Tigres volants, d'un Douglas C-124 Globemaster du MATS[note 1]. On note aussi la mise en œuvre dans plusieurs séquence de l'épisode d'hélicoptères Sikorsky H-19 Chikasaw.
- L'escadre "privée" des Tigres volants commandée par Buck Danny vole sur Douglas A4D-2 Skyhawk.
- Les "Pirates" de Lady X volent sur FIAT G.91.
- Lady X utilise un appareil léger de liaison du type Yak-12M ; il pourrait s'agir de sa version polonaise, Jak-12M (WSK-4 Okęcie).